# 1809
1809 (MDCCCIX) a fost un an obișnuit al calendarului gregorian, care a început într-o zi de duminică.

## Evenimente

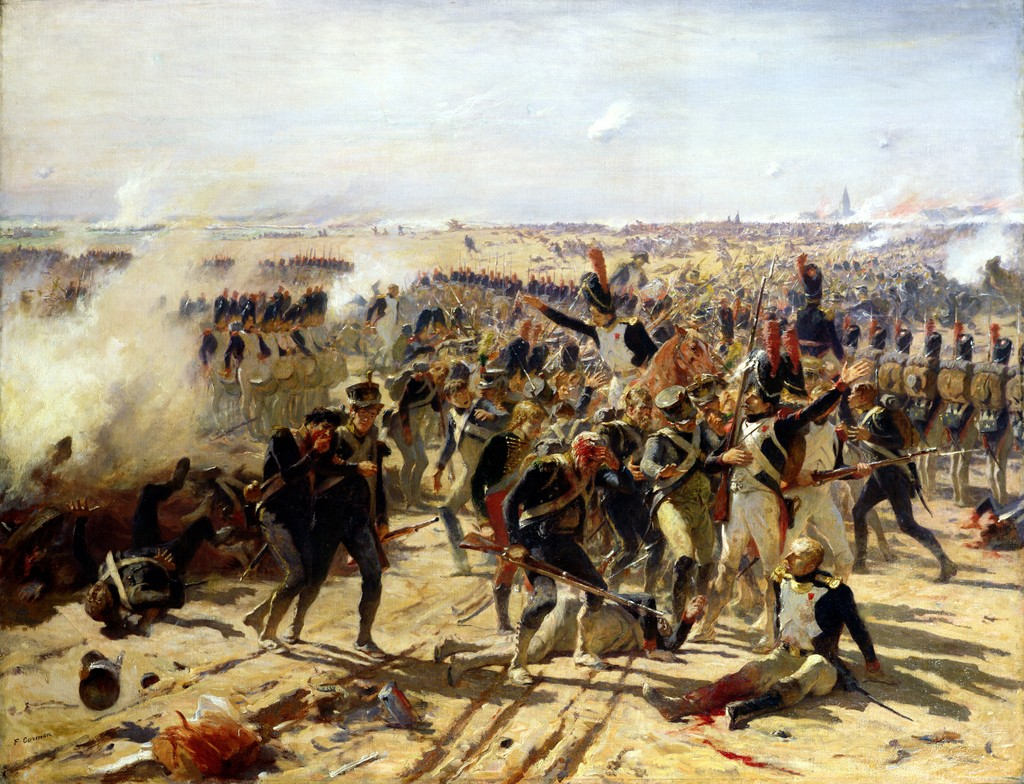
20-22 mai: Bătălia de la Aspern-Essling.

### Februarie
- 8 februarie: Franz I al Austriei declară război Franței.
- 20 februarie: Se încheie Asediul de la Zaragosa cu victoria franceză.

### Martie
- 1 martie: Este fondat teritoriul Illinois.
- 4 martie: James Madison îi succede lui Thomas Jefferson la președinția Statelor Unite ale Americii, fiind al 4-lea președinte.

### Aprilie
- 14 aprilie: Bătălia de la Abensberg, Bavaria: Napoleon I învinge Austria
- 21 aprilie: Bătălia de la Landshut: Napoleon I învinge Austria.

### Mai
- 22 mai: Bătălia de la Aspern-Essling: Trupele austriece sub conducerea arhiducelui Carol înving trupele franceze aflate sub conducerea lui Napoleon.

### Iulie
- 5-6 iulie: Bătălia de la Wagram. Napoleon învinge Austria.
- 6 iulie: Trupele franceze îl arestează pe Papa Pius al VII-lea și-l duc în Liguria.
- 28 iulie: Bătălia de la Talavera: Sir Arthur Wellesley, comandantul trupelor britanice, portugheze și spaniole învinge armata lui Napoleon.

### August
- 10 august: Ecuador își declară independența față de Spania.

### Septembrie
- 17 septembrie: Pacea de la Hamina este semnată între Rusia și Suedia în Războiul Finlandei. Marele Principat al Finlandei este cedat Rusiei prin Tratatul de la Fredrikshamn.

### Octombrie
- 14 octombrie: Tratatul de la Schoenbrunn cedează provinciile Illirice Franței.

### Nedatate
- Universitatea din Berlin (Universitatea Humboldt). Universitate publică înființată de Wilhelm, baron von Humboldt.

## Arte, știință, literatură și filozofie
- 11 februarie: Robert Fulton patentează vaporul cu aburi.
- 8 iulie: Ziua apariției telegrafiei moderne. Samuel Sömmering din Germania trimite prima telegramă printr-un fir metalic.

## Nașteri
- 4 ianuarie: Louis Braille, pedagog francez, care a dezvoltat sistemul Braille pentru nevăzători (d. 1852)
- 15 ianuarie: Pierre-Joseph Proudhon, economist, sociolog francez, teoretician al socialismului, considerat părintele anarhismului (d. 1865)
- 19 ianuarie: Edgar Allan Poe, poet american (d. 1849)
- 20 ianuarie: Andrei Șaguna, mitropolit al Transilvaniei (d. 1873)
- 3 februarie: Felix Mendelssohn, compozitor german de origine evreiască (d. 1847)
- 4 februarie: Vasile Cârlova, poet și ofițer român (d. 1831)
- 12 februarie: Abraham Lincoln, al 16-lea președinte al Statelor Unite ale Americii (d. 1865)
- 12 februarie: Charles Darwin (n. Charles Robert Darwin), naturalist englez (d. 1882)
- 9 iulie: Friedrich Gustav Jakob Henle, medic german (d. 1885)
- 31 iulie: Francis Walker, entomolog englez (d. 1874)

### Nedatate
- Ștefan Golescu, prim-ministru al României (1867-1868), (d. 1874)

## Decese
- 17 mai: Leopold Auenbrugger (n. Joseph Leopold von Auenbrugger), 86 ani, medic austriac (n. 1722)
- 31 mai: Joseph Haydn (n. Franz Joseph Haydn), 77 ani, compozitor austriac (n. 1732)
- 31 mai: Jean Lannes, 40 ani, mareșal francez (n. 1769)
- 8 iunie: Thomas Paine, 72 ani, pamfletar și revoluționar american (n. 1737)
- 6 iulie: Antoine Charles Louis de Lasalle, 34 ani, general francez (n. 1775)
- 14 septembrie: Jean Boudet, 40 ani, general francez (n. 1769)
- 1 octombrie: Maria Anna Ferdinanda, 39 ani, regină a Boemiei (n. 1770)
- 11 octombrie: Meriwether Lewis, 35 ani, militar, explorator american (n. 1774)